# Amt Kirchspielslandgemeinden Eider
Das Amt Kirchspielslandgemeinden Eider ist ein Amt im Norden des Kreises Dithmarschen in Schleswig-Holstein mit Verwaltungssitz in der Gemeinde Hennstedt. Es ist das Amt mit den meisten angehörigen Gemeinden Schleswig-Holsteins.
In den Gemeinden Tellingstedt und Lunden gibt es Außenstellen der Verwaltung.

## Amtsangehörige Gemeinden
| 1. Barkenholm 2. Bergewöhrden 3. Dellstedt 4. Delve 5. Dörpling 6. Fedderingen 7. Gaushorn 8. Glüsing 9. Groven 10. Hemme 11. Hennstedt 12. Hollingstedt | 1. Hövede 2. Karolinenkoog 3. Kleve 4. Krempel 5. Lehe 6. Linden 7. Lunden 8. Norderheistedt 9. Pahlen 10. Rehm-Flehde-Bargen 11. Sankt Annen | 1. Schalkholz 2. Schlichting 3. Süderdorf 4. Süderheistedt 5. Tellingstedt 6. Tielenhemme 7. Wallen 8. Welmbüttel 9. Westerborstel 10. Wiemerstedt 11. Wrohm |

## Geschichte
Zum 1. Januar 2008 wurde das Amt aus den Gemeinden der bisherigen Ämter Kirchspielslandgemeinde Hennstedt, Kirchspielslandgemeinde Lunden und Kirchspielslandgemeinde Tellingstedt gebildet.
Das Amt bestand aus ursprünglich 35 Gemeinden. Zum 1. Januar 2009 gab die Gemeinde Hägen ihre Selbständigkeit auf und fusionierte mit der Gemeinde Süderheistedt.

## Wappen
Blasonierung: „Durch einen geteilten, oben blauen, unten silbernen Wellenbalken von Gold und Grün stark erhöht geteilt. Unten über einem goldenen Wagenrad zwei gekreuzte silberne Schwerter, in den Winkeln oben, links und rechts begleitet von je einem goldenen Stern.“